# Lendvay Gyula
Lendvay Gyula névvariáns: Lendvai Gyula (Budapest, 1917. január 26. – Budapest, 2010.) magyar színész.

## Életpályája
Rózsahegyi Kálmán és Makay Margit színiiskolájában tanulta a színészmesterséget. 1942-ben tett vizsgát az Országos Magyar Királyi Színművészeti Akadémián, Lehotay Árpád és Galamb Sándor előtt. 1947-ben kapott színészdiplomát. 1945-től Egerben, bátyja: Lendvay Lajos társulatában szerepelt. 1949–től egy évadot a Józsefvárosi Színháznál töltött. 1950–től a Honvéd Színházhoz, 1951–től a Magyar Néphadsereg Színházához szerződött. 1954-ben a szolnoki Szigligeti Színházban, 1955–56-ban a Madách Színházban lépett fel. 1957-től a Honvéd Művészegyüttes, 1958-tól a Pest Megyei Petőfi Színpad tagja volt. 1970–től 1977-ig, nyugdíjba vonulásáig az Állami Déryné Színház társulatában játszott. Nyugdíjasként a Népszínháznál is foglalkoztatták, szerepelt a Várszínházban és filmben is vállalt szerepet.

## Színházi szerepeiből

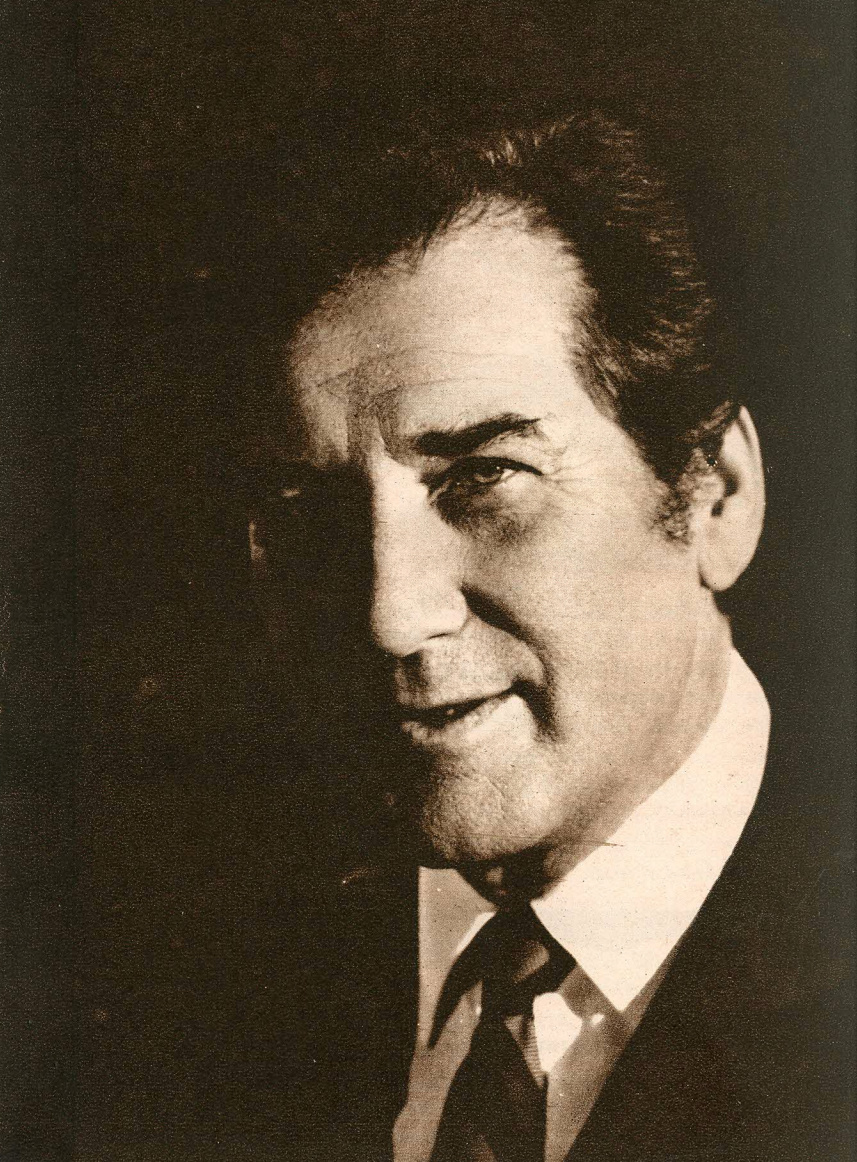

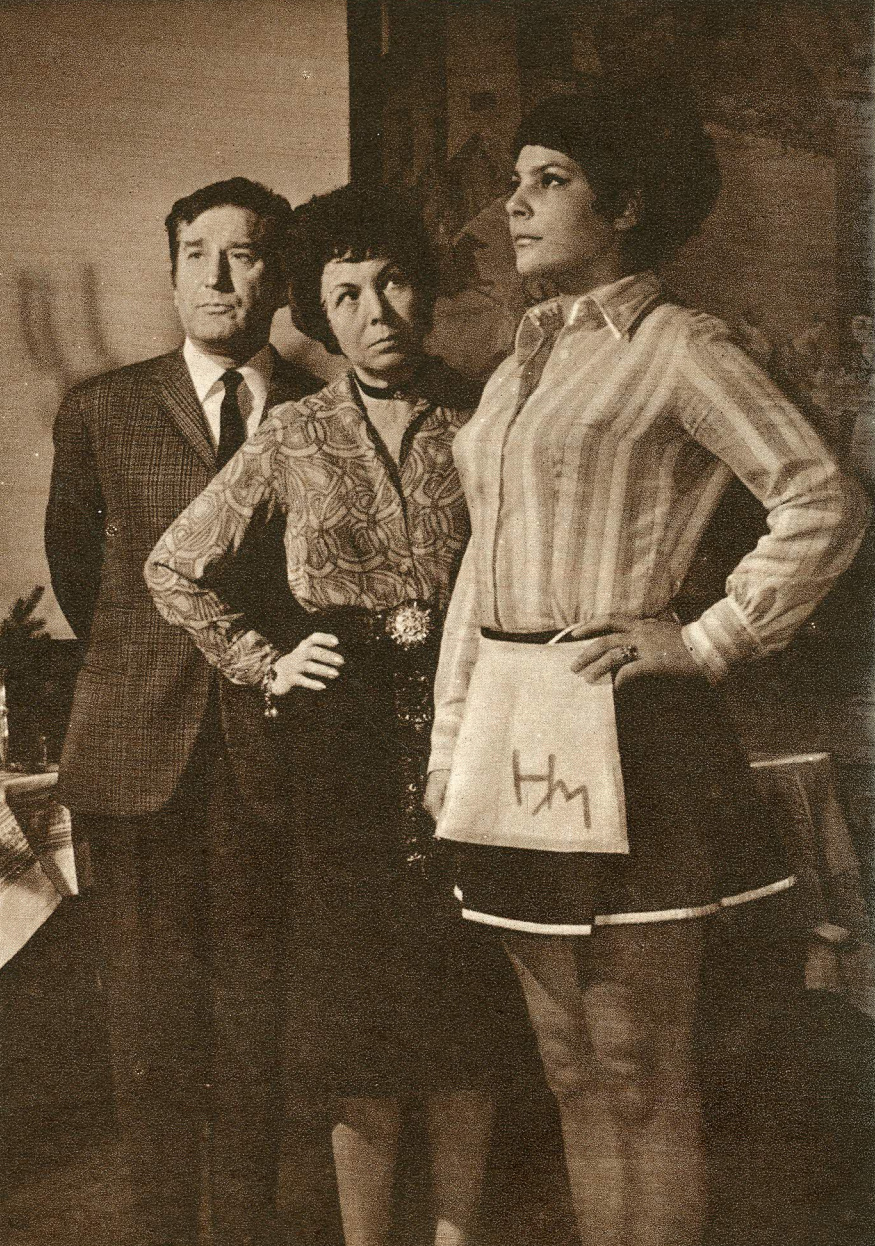
Molnár Ferenc: Delila című vígjátékában Lendvay Gyula, Feleki Sári és Pataki Ági (Állami Déryné Színház, 1971)

- William Shakespeare: Szentivánéji álom... Theseus, Athén ura
- William Shakespeare: A makrancos hölgy... Tranio
- Molière: Tartuffe... Orgon
- Molière: Dandin György... Csikasz
- Friedrich Schiller: Ármány és szerelem... Von Walter miniszter; A fejedelem komornyikja
- Friedrich Schiller: Tell Vilmos... Winkelried
- Pierre-Augustin Caron de Beaumarchais: A sevillai borbély... Poroszló
- Eugène Scribe: Nők harca... Grignon Gusztáv, államügyész
- Eugène Scribe: Egy pohár víz... Thompson, lakáj
- Victor Hugo: Királyasszony lovagja... Egy tiszt
- George Bernard Shaw: Warrenné mestersége... A tiszteletes
- Konsztantyin Mihajlovics Szimonov: Legény a talpán... Parancsnok
- Gerhart Hauptmann: Naplemente előtt... Főpolgármester
- Szigligeti Ede: Liliomfi... Szilvai professzor
- Szigligeti Ede: II. Rákóczi Ferenc fogsága... Börtönőr
- Jókai Mór: Az arany ember... Brazovics Athanáz
- Jókai Mór: Fekete gyémántok... Rauné, mérnök
- Molnár Ferenc: Delila... Virág, csárdatulajdonos
- Heltai Jenő: A néma levente... Galeotto Marzio
- Ödön von Horváth: A végítélet napja... Bakter
- Zilahy Lajos: Fatornyok... Fiú
- Jókai Anna: Újházasok (Tartozik és követel)... Öreg
- Vereczkey Zoltán: Férjek papucsban... Benkő Bálint
- Bárány Tamás: A szülő is ember... Kovács
- Nádasi László: Az okos bolond... Balázs András
- Benedek Elek: Többsincs királyfi... Bakarasznyi, Többsincs szolgája

## Filmes és televíziós szerepei
- Rákóczi hadnagya (1954)
- Gábor diák (1956)
- A tettes ismeretlen (1958)
- A hosszú előszoba (1973)
- Szerencsétlen flótás (1981)